# AHL All-Star Team

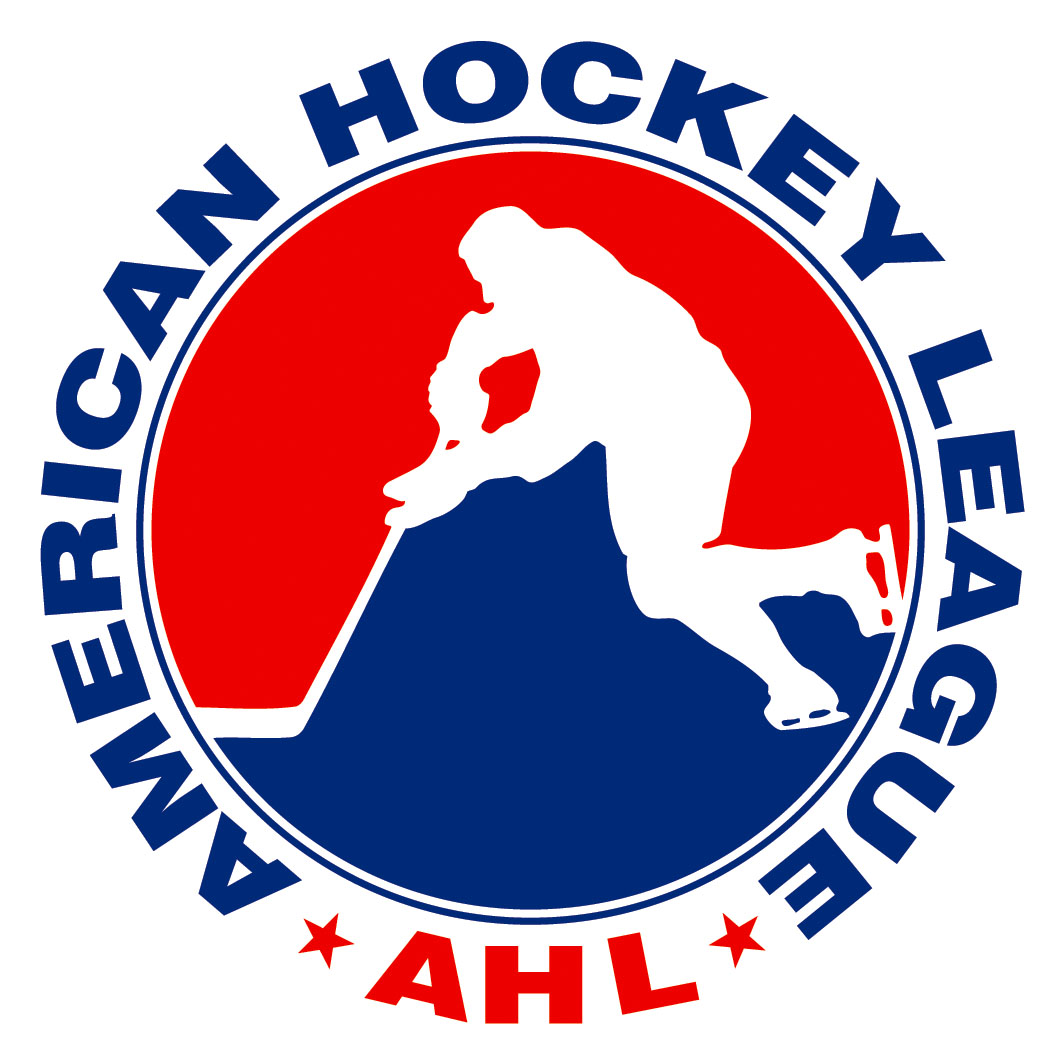
Logo der American Hockey League

Das AHL All-Star Team sind zwei Zusammenstellungen der besten Spieler auf ihrer jeweiligen Position der nordamerikanischen Eishockeyliga American Hockey League, die seit der Saison 1937/38 jährlich zum Ende der regulären Saison benannt werden. Dabei wird zwischen dem First All-Star Team und dem Second All-Star Team unterschieden.
Beide Teams bestehen in der Regel jeweils aus einem Torwart, zwei Verteidigern und drei Stürmern. Die Sturmreihe ist in jeweils einen Mittelstürmer sowie einen linken und rechten Flügelstürmer unterteilt.
Die meisten Nominierungen für beide All-Star-Teams erhielt der kanadische Verteidiger Jim Morrison, der sich zwischen 1962 und 1972 insgesamt achtmal in einem der beiden Teams wiederfand. Davon entfielen insgesamt sieben Nominierungen auf das Second All-Star Team. Die meisten Berufungen ins First All-Star Team erhielten Johnny Bower, Frank Mathers, Fred Glover und Pete Backor. Die vier Spieler fanden sich jeweils fünfmal im Team wieder.

## First All-Star Team
| Saison  | Torhüter                              | Verteidiger                           | Verteidiger                           | Linker Flügel                         | Center                                | Rechter Flügel                        |
| ------- | ------------------------------------- | ------------------------------------- | ------------------------------------- | ------------------------------------- | ------------------------------------- | ------------------------------------- |
| 2024/25 | Michael DiPietro                      | Jacob MacDonald                       | Derrick Pouliot                       | Matěj Blümel                          | Matthew Peca                          | Andrew Poturalski                     |
| 2023/24 | Hunter Shepard                        | Kyle Capobianco                       | Brad Hunt                             | Mavrik Bourque                        | Adam Gaudette                         | Logan Stankoven                       |
| 2022/23 | Dustin Wolf                           | Darren Raddysh                        | Christian Wolanin                     | Alex Barré-Boulet                     | Michael Carcone                       | Matthew Phillips                      |
| 2021/22 | Dustin Wolf                           | Jordan Gross                          | Jordan Spence                         | T. J. Tynan                           | Andrew Poturalski                     | Stefan Noesen                         |
| 2020/21 | ein All-Star Team pro Division gekürt | ein All-Star Team pro Division gekürt | ein All-Star Team pro Division gekürt | ein All-Star Team pro Division gekürt | ein All-Star Team pro Division gekürt | ein All-Star Team pro Division gekürt |
| 2019/20 | Kaapo Kähkönen                        | Jake Bean                             | Brennan Menell                        | Reid Boucher                          | Josh Norris                           | Sam Anas                              |
| 2018/19 | Alex Nedeljkovic                      | John Gilmour                          | Zach Redmond                          | Daniel Carr                           | Carter Verhaeghe                      | Jeremy Bracco                         |
| 2017/18 | Garret Sparks                         | Jacob MacDonald                       | Sami Niku                             | Chris Terry                           | Philip Varone                         | Mason Appleton                        |
| 2016/17 | Troy Grosenick                        | Matt Taormina                         | T. J. Brennan                         | Kenny Agostino                        | Wade Megan                            | Taylor Beck                           |
| 2015/16 | Peter Budaj                           | Brandon Montour                       | T. J. Brennan                         | Chris Bourque                         | Frank Vatrano                         | Seth Griffith                         |
| 2014/15 | Matt Murray                           | Chris Wideman                         | Brad Hunt                             | Chris Bourque                         | Andy Miele                            | Teemu Pulkkinen                       |
| 2013/14 | Jake Allen                            | Adam Clendening                       | T. J. Brennan                         | Mike Hoffman                          | Travis Morin                          | Colton Sceviour                       |
| 2012/13 | Niklas Svedberg                       | Sami Vatanen                          | Justin Schultz                        | Gustav Nyquist                        | Tyler Johnson                         | Jonathan Marchessault                 |
| 2011/12 | Yann Danis                            | Mark Barberio                         | Paul Postma                           | Chris Bourque                         | Keith Aucoin                          | Kyle Palmieri                         |
| 2010/11 | Brad Thiessen                         | Maxim Noreau                          | Marc-André Gragnani                   | Alexandre Giroux                      | Corey Locke                           | Mark Mancari                          |
| 2009/10 | Jonathan Bernier                      | P. K. Subban                          | Danny Groulx                          | Alexandre Giroux                      | Keith Aucoin                          | Jérôme Samson                         |
| 2008/09 | Cory Schneider                        | Johnny Boychuk                        | Danny Syvret                          | Alexandre Giroux                      | Keith Aucoin                          | Pierre-Alexandre Parenteau            |
| 2007/08 | Michael Leighton                      | Andrew Hutchinson                     | Lawrence Nycholat                     | Pascal Pelletier                      | Jason Krog                            | Teddy Purcell                         |
| 2006/07 | Jason LaBarbera                       | Micki DuPont                          | Sheldon Brookbank                     | Brett Sterling                        | Martin St. Pierre                     | Darren Haydar                         |
| 2005/06 | Dany Sabourin                         | Andy Delmore                          | Curtis Murphy                         | Donald MacLean                        | Erik Westrum                          | Kirby Law                             |
| 2004/05 | Ryan Miller                           | Niklas Kronwall                       | Travis Roche                          | Simon Gamache                         | Jason Spezza                          | Chuck Kobasew                         |
| 2003/04 | Jason LaBarbera                       | Bryan Muir                            | Curtis Murphy                         | Denis Hamel                           | Éric Perrin                           | Jeff Hamilton                         |
| 2002/03 | Marc Lamothe                          | Ray Giroux                            | Curtis Murphy                         | Jean-Guy Trudel                       | Matt Herr                             | Jason Ward                            |
| 2001/02 | Martin Prusek                         | John Gruden                           | John Slaney                           | Jason Chimera                         | Eric Boguniecki                       | Brad Smyth                            |
| 2000/01 | Dwayne Roloson                        | Steve Bancroft                        | John Slaney                           | Jean-Guy Trudel                       | Derek Armstrong                       | Mark Greig Brad Smyth                 |
| 1999/00 | Martin Brochu                         | Brad Tiley                            | Shawn Heins                           | Mike Maneluk                          | Serge Aubin                           | Christian Matte                       |
| 1998/99 | Martin Biron                          | Brandon Smith                         | Ken Sutton                            | Landon Wilson                         | Randy Robitaille                      | Shane Willis                          |
| 1997/98 | Scott Langkow                         | Jamie Heward                          | Bryan Helmer                          | Craig Darby                           | Daniel Brière                         | Ryan Mulhern                          |
| 1996/97 | Jean-François Labbé                   | Terry Hollinger                       | Darren Rumble                         | Václav Prospal                        | Patrik Juhlin                         | Blair Atcheynum                       |
| 1995/96 | Manny Legace                          | Jamie Heward                          | Barry Richter                         | Steve Sullivan                        | Peter Ferraro                         | Brad Smyth                            |
| 1994/95 | Jim Carey                             | Kevin Dean                            | Jeff Serowik                          | Michel Picard                         | Steve Larouche                        | Dwayne Norris                         |
| 1993/94 | Byron Dafoe                           | Jason York                            | Chris Snell                           | Rich Chernomaz                        | Tim Taylor                            | Mark Pederson                         |
| 1992/93 | Corey Hirsch                          | Brent Severyn                         | Bobby Dollas                          | Dan Currie                            | Chris Tancill                         | Don Biggs                             |
| 1991/92 | Félix Potvin                          | Greg Hawgood                          | Shawn Evans                           | John Anderson                         | Chris Tancill                         | Shaun Van Allen                       |
| 1990/91 | David Littman                         | Norm Maciver                          | Bill Houlder                          | Michel Picard                         | Kevin Todd                            | Jody Gage                             |
| 1989/90 | Jean-Claude Bergeron                  | Don McSween                           | Eric Weinrich                         | Paul Ysebaert                         | Mark Pederson                         | Donald Audette                        |
| 1988/89 | Randy Exelby                          | David Fenyves                         | Paul Boutilier                        | Benoît Brunet                         | Stéphan Lebeau                        | Brian Dobbin                          |
| 1987/88 | Wendell Young                         | Brad Shaw                             | David Fenyves Doug Houda              | Tom Martin                            | Bruce Boudreau                        | Jody Gage                             |
| 1986/87 | Daren Puppa                           | Brad Shaw                             | Richie Dunn                           | Tim Tookey                            | Glenn Merkosky                        | Brett Hull                            |
| 1985/86 | Ron Hextall                           | Kevin McCarthy                        | Jim Wiemer                            | Paul Fenton                           | Paul Gardner                          | Jody Gage                             |
| 1984/85 | Jon Casey                             | Greg Joly                             | Richie Dunn                           | Pierre Rioux                          | Paul Gardner                          | Steve Thomas                          |
| 1983/84 | Brian Ford                            | Rick Lapointe                         | Garry Lariviere                       | Claude Larose                         | Murray Eaves                          | Mal Davis                             |
| 1982/83 | Bob Janecyk                           | Greg Tebbutt                          | Rob Gladney                           | Reg Thomas                            | Ross Yates                            | Tony Currie                           |
| 1981/82 | Bob Janecyk                           | Norm Barnes                           | Dave Farrish                          | Bob Sullivan                          | Mike Kaszycki                         | Gordie Clark                          |
| 1980/81 | Pelle Lindbergh                       | Bob Hess                              | Craig Levie                           | Dave Gorman                           | Dan Daoust                            | Mark Lofthouse                        |
| 1979/80 | Rick St. Croix                        | Bob Neely                             | Rick Vasko                            | Norm Dubé                             | Bill Lochead                          | Gordie Clark                          |
| 1978/79 | Lindsay Middlebrook                   | John Bednarski                        | Terry Murray                          | Yves Preston                          | Bernie Johnston                       | Rocky Saganiuk                        |
| 1977/78 | Réjean Lemelin                        | Rick Wilson                           | Terry Murray                          | Blake Dunlop                          | Al Hill                               | Gord Brooks                           |
| 1976/77 | Ed Walsh                              | John Bednarski                        | Brian Engblom                         | Walt Ledingham                        | Doug Gibson                           | Ed Johnstone                          |
| 1975/76 | Dave Elenbaas                         | Terry Murray                          | Noel Price                            | Dave Hynes                            | Ron Andruff                           | Jean-Guy Gratton                      |
| 1974/75 | Ed Walsh                              | Rick Chartraw                         | Joe Zanussi                           | Jerry Holland                         | Doug Gibson                           | Pierre Laganière                      |
| 1973/74 | Jim Shaw                              | Gord Smith                            | Steve West                            | Murray Kuntz                          | Ron Busniuk                           | Rick Middleton                        |
| 1972/73 | Doug Grant                            | Ray McKay                             | Bob Murray                            | Yvon Lambert                          | Bill Inglis                           | Tony Featherstone                     |
| 1971/72 | Dan Bouchard                          | Terry Ball                            | Noel Price                            | Pete Laframboise                      | Garry Peters                          | Wayne Rivers                          |
| 1970/71 | Andy Brown                            | Marshall Johnston                     | Ralph MacSweyn                        | Don Blackburn Joey Johnston           | Fred Speck                            | Marc Dufour                           |
| 1969/70 | Gilles Villemure                      | Guy Lapointe                          | Noel Price                            | Doug Robinson                         | Jude Drouin                           | Guy Trottier                          |
| 1968/69 | Gilles Villemure                      | Ralph Keller                          | Bob Blackburn                         | Jeannot Gilbert                       | Michel Harvey                         | Guy Trottier                          |
| 1967/68 | Gerry Desjardins                      | Ron Ingram                            | Mike Nykoluk                          | Bob Barlow                            | Bill Needham                          | Eddie Kachur                          |
| 1966/67 | André Gill                            | Dale Rolfe                            | Bob McCord                            | Roger DeJordy                         | Gord Labossiere                       | Wayne Hicks                           |
| 1965/66 | Claude Dufour                         | Al Arbour                             | Jim Morrison                          | Dick Gamble                           | Joe Szura                             | Gerry Ehman                           |
| 1964/65 | Gerry Cheevers                        | Al Arbour                             | Larry Hillman                         | Len Lunde                             | Art Stratton                          | Pat Hannigan                          |
| 1963/64 | Gump Worsley                          | Al Arbour                             | Ted Harris                            | Yves Locas                            | Art Stratton                          | Gerry Ehman                           |
| 1962/63 | Denis DeJordy                         | Al Arbour                             | Marc Reaume                           | John Ferguson                         | Art Stratton                          | John McKenzie                         |
| 1961/62 | Marcel Paille                         | Aldo Guidolin                         | Kent Douglas                          | Barry Cullen                          | Fred Glover                           | Bill Sweeney                          |
| 1960/61 | Marcel Paille                         | Aldo Guidolin                         | Bob McCord                            | Dick Gamble                           | Phil Maloney                          | Bruce Cline                           |
| 1959/60 | Ed Chadwick                           | Larry Hillman                         | Steve Kraftcheck                      | Stan Smrke                            | Fred Glover                           | Bill Sweeney                          |
| 1958/59 | Marcel Paille                         | Ivan Irwin                            | Steve Kraftcheck                      | Gary Aldcorn                          | Rudy Migay                            | Bill Hicke                            |
| 1957/58 | Johnny Bower                          | Ivan Irwin                            | Steve Kraftcheck                      | Dunc Fisher                           | Willie Marshall                       | Gerry Ehman                           |
| 1956/57 | Johnny Bower                          | Thomas Williams                       | Steve Kraftcheck                      | Boris Elik                            | Fred Glover Paul Larivée              | Bronco Horvath                        |
| 1955/56 | Johnny Bower                          | Frank Mathers                         | Frank Sullivan                        | Camille Henry                         | Willie Marshall                       | Zellio Toppazzini                     |
| 1954/55 | Gil Mayer                             | Frank Mathers                         | Gordon Tottle                         | Eddie Olson                           | Fred Glover                           | Ross Lowe                             |
| 1953/54 | Gil Mayer                             | Frank Mathers                         | Frank Eddolls                         | Gaye Stewart                          | George Sullivan                       | Ed Slowinski                          |
| 1952/53 | Johnny Bower                          | Frank Mathers                         | Thomas Williams                       | Eddie Olson                           | Guyle Fielder                         | Ike Hildebrand                        |
| 1951/52 | Johnny Bower                          | Frank Mathers                         | Tim Horton                            | Enio Sclisizzi                        | Ray Powell                            | Steve Wochy                           |
| 1950/51 | Gil Mayer                             | Pete Backor                           | Hy Buller                             | Paul Meger                            | Fred Glover                           | Ab DeMarco                            |
| 1949/50 | Terry Sawchuk                         | Pete Backor                           | Rollie McLenahan                      | Bob Carse                             | Les Douglas                           | Pete Leswick                          |
| 1948/49 | Baz Bastien                           | Pete Backor                           | Hy Buller                             | Sid Smith                             | Murdo MacKay                          | Pete Leswick                          |
| 1947/48 | Baz Bastien                           | Pete Backor                           | Ehrhardt Heller                       | Carl Liscombe                         | Cliff Simpson                         | Pete Leswick                          |
| 1946/47 | Baz Bastien                           | Ernie Dickens                         | Hugh Millar                           | Bob Carse                             | Johnny Holota                         | Phil Hergesheimer                     |
| 1945/46 | Nick Damore                           | Pete Backor                           | Roger Léger                           | Joe Bell                              | Les Douglas                           | Pete Leswick                          |
| 1944/45 | Nick Damore                           | Gordon Davidson                       | Roger Léger                           | Louis Trudel                          | Tom Burlington                        | Bob Walton                            |
| 1943/44 | Nick Damore                           | Hank Lauzon                           | Bill Moe                              | Gaston Gauthier                       | Tom Burlington                        | Phil Hergesheimer                     |
| 1942/43 | Gordon Bell                           | Roger Jenkins                         | Frank Beisler                         | Adam Brown                            | Wally Kilrea                          | Harry Frost                           |
| 1941/42 | Joe Turner                            | Bill MacKenzie                        | Frank Beisler                         | Pete Kelly                            | Les Cunningham                        | Harry Frost                           |
| 1940/41 | Mike Karakas                          | Bill MacKenzie                        | Doug Young                            | Norm Locking                          | Fred Thurier                          | Harry Frost                           |
| 1939/40 | Moe Roberts                           | Walter Kalbfleisch                    | Fred Robertson                        | Norm Locking                          | Ronnie Hudson                         | Don Deacon                            |
| 1938/39 | Bert Gardiner                         | Walter Kalbfleisch                    | Jack Church                           | Don Deacon                            | Kilby MacDonald                       | Phil Hergesheimer                     |
| 1937/38 | Frank Brimsek                         | Charles Shannon                       | Larry Molyneaux                       | Lorne Duguid                          | Bud Cook                              | Charlie Mason                         |

## Second All-Star Team
| Saison  | Torhüter                              | Verteidiger                           | Verteidiger                           | Linker Flügel                         | Center                                | Rechter Flügel                        |
| ------- | ------------------------------------- | ------------------------------------- | ------------------------------------- | ------------------------------------- | ------------------------------------- | ------------------------------------- |
| 2024/25 | Matt Murray                           | Ethan Bear                            | Trevor Carrick                        | Seth Griffith                         | John Leonard                          | Alex Steeves                          |
| 2023/24 | Joel Blomqvist                        | Jake Christiansen                     | Brandt Clarke                         | Samuel Fagemo                         | Rocco Grimaldi                        | Trey Fix-Wolansky                     |
| 2022/23 | Joel Hofer                            | Lucas Carlsson                        | Brogan Rafferty                       | Max McCormick                         | T. J. Tynan                           | Trey Fix-Wolansky                     |
| 2021/22 | Troy Grosenick                        | Jake Christiansen                     | Joseph Duszak                         | Martin Frk                            | Seth Griffith                         | Kiefer Sherwood                       |
| 2020/21 | ein All-Star Team pro Division gekürt | ein All-Star Team pro Division gekürt | ein All-Star Team pro Division gekürt | ein All-Star Team pro Division gekürt | ein All-Star Team pro Division gekürt | ein All-Star Team pro Division gekürt |
| 2019/20 | Connor Ingram                         | Jacob MacDonald                       | Brogan Rafferty                       | Gerry Mayhew                          | Alex Barré-Boulet                     | Drake Batherson                       |
| 2018/19 | Shane Starrett                        | Aaron Ness                            | Ethan Prow                            | Tyler Benson                          | Chris Mueller                         | Andrew Poturalski                     |
| 2017/18 | Michael Hutchinson                    | T. J. Brennan                         | Zach Redmond                          | Andreas Johnsson                      | Austin Czarnik                        | Ben Smith                             |
| 2016/17 | Zane McIntyre                         | David Warsofsky                       | Tim Heed                              | Cory Conacher                         | Travis Boyd                           | Chris Terry                           |
| 2015/16 | Matt Murray                           | Robbie Russo                          | Will O’Neill                          | Mikko Rantanen                        | Dustin Jeffrey                        | Mike Sislo                            |
| 2014/15 | Jacob Markström                       | Bobby Sanguinetti                     | Colin Miller                          | Shane Prince                          | Jordan Weal                           | Brian O’Neill                         |
| 2013/14 | Petr Mrázek                           | Brad Hunt                             | Adam Almqvist                         | Zach Boychuk                          | Andy Miele                            | Spencer Abbott                        |
| 2012/13 | Curtis McElhinney                     | Adam Clendening                       | Mark Barberio                         | Matt Fraser                           | Jeff Taffe                            | Brett Connolly                        |
| 2011/12 | Ben Bishop                            | Brian Connelly                        | Clay Wilson                           | Cory Conacher                         | T. J. Hensick                         | Jon DiSalvatore                       |
| 2010/11 | Curtis Sanford                        | Wjatscheslaw Woinow                   | André Benoit                          | Nigel Dawes                           | Keith Aucoin                          | Darren Haydar                         |
| 2009/10 | Cédrick Desjardins                    | Maxim Noreau                          | Clay Wilson                           | Charles Linglet                       | Corey Locke                           | Andrew Gordon                         |
| 2008/09 | Drew MacIntyre                        | Ben Lovejoy                           | Cody Franson                          | Janne Pesonen                         | Jason Krog                            | Darren Haydar                         |
| 2007/08 | Drew MacIntyre                        | Brian Salcido                         | Joel Kwiatkowski                      | Brett Sterling                        | Martin St. Pierre                     | Pierre-Alexandre Parenteau            |
| 2006/07 | Curtis McElhinney                     | Nathan Oystrick                       | Dustin Byfuglien                      | Jason Jaffray                         | Keith Aucoin                          | Troy Brouwer                          |
| 2005/06 | Wade Flaherty                         | Bryan Helmer                          | Thomas Pöck                           | Dustin Penner                         | Keith Aucoin                          | Jiří Hudler                           |
| 2004/05 | Kari Lehtonen                         | Brian Pothier                         | Dan Hamhuis                           | Michael Cammalleri                    | Andy Hilbert                          | J. P. Vigier                          |
| 2003/04 | Wade Dubielewicz                      | Garrett Stafford                      | John Slaney                           | Steve Maltais                         | Brad Boyes                            | Pavel Rosa                            |
| 2002/03 | Maxime Ouellet                        | Brian Pothier                         | Marc-André Bergeron                   | Michel Picard                         | Mark Mowers                           | Craig Darby                           |
| 2001/02 | Jean-François Labbé                   | Nathan Dempsey                        | Greg Hawgood                          | Jean-Guy Trudel                       | Brian Swanson                         | Rico Fata                             |
| 2000/01 | Mika Noronen                          | Radim Bičánek                         | Michael Gaul                          | Pierre Dagenais                       | Ryan Kraft                            | Bobby House                           |
| 1999/00 | Mika Noronen                          | Dan Boyle                             | Michael Gaul                          | Jean-Guy Trudel                       | Derek Armstrong                       | Daniel Cleary                         |
| 1998/99 | Steve Passmore                        | Dan Boyle                             | Terry Virtue                          | Jeff Williams                         | Steve Guolla                          | Richard Park                          |
| 1997/98 | Norm Maracle Richard Shulmistra       | Ryan Bast                             | David Cooper                          | Sean Haggerty                         | Steve Guolla                          | Paul Brousseau                        |
| 1996/97 | Norm Maracle                          | Jamie Rivers                          | Pascal Trépanier                      | Ralph Intranuovo                      | Peter White                           | Jan Čaloun                            |
| 1995/96 | Mike Dunham                           | Brad Bombardir                        | Terry Hollinger                       | Gilbert Dionne                        | Jim Montgomery                        | Dwayne Norris                         |
| 1994/95 | Corey Schwab                          | Mike Hurlbut                          | Darren Rumble                         | Ralph Intranuovo                      | Peter White                           | Andrew Brunette                       |
| 1993/94 | Mike Fountain                         | Bob Wilkie                            | Robert Cowie                          | Michel Picard                         | Stéphane Morin                        | Patrik Augusta                        |
| 1992/93 | Darrin Madeley                        | Pär Djoos                             | Jeff Serowik                          | Tim Sweeney                           | Iain Fraser                           | Steven Rice                           |
| 1991/92 | David Littman                         | Stéphane Richer                       | Joel Quenneville                      | Dan Currie                            | Tim Tookey                            | Stan Drulia                           |
| 1990/91 | Mark LaForest                         | Jeff Bloemberg                        | Mark Ferner                           | Patrick Lebeau                        | Shaun Van Allen                       | Jeff Madill                           |
| 1989/90 | Jim Hrivnak                           | Dennis Smith                          | Darren Veitch                         | Ross Fitzpatrick                      | Mike Richard                          | Brian Dobbin                          |
| 1988/89 | Tom Draper                            | Claude Julien                         | Sylvain Lefebvre                      | Ron Wilson                            | Murray Eaves                          | Mike Millar                           |
| 1987/88 | Vincent Riendeau                      | Richie Dunn                           | Murray Brumwell                       | Marty Dallman                         | Alfie Turcotte                        | Dale Krentz                           |
| 1986/87 | Peter Sidorkiewicz                    | Jack Brownschidle                     | David Fenyves                         | Paul Fenton                           | Alain Lemieux                         | Serge Boisvert                        |
| 1985/86 | Sam St. Laurent                       | Jack Brownschidle                     | Larry Trader                          | Ross Fitzpatrick                      | Tim Tookey                            | Serge Boisvert                        |
| 1984/85 | Sam St. Laurent                       | Neil Belland                          | Dale DeGray                           | Glenn Merkosky                        | Claude Verret                         | Mike Siltala                          |
| 1983/84 | Tim Bernhardt                         | Tom Thornbury                         | Greg Joly                             | Daryl Evans                           | Mike Kaszycki                         | Mark Lofthouse                        |
| 1982/83 | Dave Parro                            | Al Sims                               | Réjean Cloutier                       | Andy Brickley                         | Mitch Lamoureux                       | Tony Cassolato                        |
| 1981/82 | Ken Holland                           | Lowell Loveday                        | Miles Zaharko                         | Richard David                         | Wayne Schaab                          | Steve Larmer                          |
| 1980/81 | Rollie Boutin                         | Dennis Patterson                      | Greg Theberge                         | Jean-François Sauvé                   | Paul Evans                            | Tony Cassolato                        |
| 1979/80 | Murray Bannerman                      | Dennis Patterson                      | Brian Young                           | Darryl Sutter                         | Keith Acton                           | Daniel Métivier                       |
| 1978/79 | Pete Peeters                          | Dennis Patterson                      | Bob Bilodeau                          | Jerry Byers                           | Bobby Sheehan                         | Dave Lumley                           |
| 1977/78 | Mario Lessard                         | John Bednarski                        | Bob Bilodeau Chuck Luksa              | Charlie Simmer                        | Rick Adduono                          | Pat Hughes                            |
| 1976/77 | Paul Harrison                         | Al Sims                               | Gary Geldart                          | Ron Garwasiuk                         | Pierre Mondou                         | Gordie Clark                          |
| 1975/76 | Don Edwards                           | Al Simmons                            | Gord Smith                            | Glenn Goldup                          | Guy Chouinard                         | Gordie Clark                          |
| 1974/75 | Dave Reece                            | Rick Pagnutti                         | Bill Plager                           | Hartland Monahan                      | Peter Sullivan                        | Alain Langlais                        |
| 1973/74 | Denis DeJordy                         | John Bednarski                        | Duane Rupp                            | Jerry Byers                           | Art Stratton                          | Marc Dufour                           |
| 1972/73 | Michel Larocque                       | Ralph Keller                          | Rick Pagnutti                         | John Gould                            | Morris Stefaniw                       | Ron Anderson                          |
| 1971/72 | Michel Belhumeur                      | Jim Morrison                          | Ralph MacSweyn                        | Don Blackburn                         | Don Tannahill                         | Buster Harvey                         |
| 1970/71 | Gary Kurt                             | Kent Douglas                          | Ray Fortin                            | Stan Gilbertson                       | Bob Leiter                            | Wayne Rivers                          |
| 1969/70 | Jack Norris                           | Mike McMahon                          | Paul Curtis                           | Don Blackburn                         | Gord Labossiere                       | Norm Beaudin                          |
| 1968/69 | Ernie Wakely                          | Jim Morrison                          | Ron Ingram                            | Jean-Marie Cossette                   | Dennis Hextall                        | Wayne Hicks                           |
| 1967/68 | Bob Perreault                         | Jim Morrison                          | Marc Reaume                           | Roger DeJordy                         | Dave Creighton                        | Simon Nolet                           |
| 1966/67 | Gilles Villemure                      | Jim Morrison                          | Duane Rupp                            | Dick Gamble                           | Mike Nykoluk                          | Wayne Rivers                          |
| 1965/66 | George Gardner Les Binkley            | Noel Price                            | Duane Rupp                            | Gene Ubriaco                          | Jim Pappin                            | Cleland Mortson                       |
| 1964/65 | Ed Chadwick                           | Jim Morrison                          | John Miszuk                           | Dick Gamble                           | Bronco Horvath                        | Wayne Hicks                           |
| 1963/64 | Les Binkley Roger Crozier             | Jim Morrison                          | Doug Harvey                           | Jim Anderson                          | Fred Glover                           | Bronco Horvath                        |
| 1962/63 | Charlie Hodge                         | Ian Cushenan                          | Bruce Cline                           | Doug Robinson                         | Hank Ciesla                           | Bob McCord                            |
| 1961/62 | Bob Perreault                         | Jim Morrison                          | Floyd Smith                           | Dick Gamble                           | Willie Marshall                       | Bob McCord                            |
| 1960/61 | Ed Chadwick                           | Steve Kraftcheck                      | Howie Yanosik                         | Jim Anderson                          | Bill Sweeney                          | Gerry Ehman                           |
| 1959/60 | Marcel Paille                         | Gus Mortson                           | Floyd Smith                           | Parker MacDonald                      | Larry Wilson                          | Bob McCord                            |
| 1958/59 | Bob Perreault                         | Frank Martin                          | Larry Zeidel                          | Eddie Mazur                           | Harry Pidhirny                        | Ken Schinkel                          |
| 1957/58 | Gerry McNeil Bob Perreault            | Frank Mathers                         | Thomas Williams                       | Boris Elik                            | Fred Glover                           | Cal Gardner                           |
| 1956/57 | Marcel Paille Harry Lumley            | Frank Sullivan                        | Ivan Irwin                            | Eddie Mazur                           |                                       | Dunc Fisher                           |
| 1955/56 | Gil Mayer                             | Steve Kraftcheck                      | Andy Branigan                         | Parker MacDonald                      | Larry Wilson                          | Dunc Fisher                           |
| 1954/55 | Don Simmons                           | Frank Sullivan                        | Murray Henderson                      | Dick Gamble                           | Kenny Wharram                         | Zellio Toppazzini Dunc Fisher         |
| 1953/54 | Emile Francis                         | Fred Shero                            | Thomas Williams                       | Danny Lewicki                         | Lorne Ferguson                        | Dunc Fisher                           |
| 1952/53 | Gil Mayer                             | Ed Reigle Keith Allen                 | Bill Juzda                            | Bob Solinger                          | Kelly Burnett                         | Lorne Davis                           |
| 1951/52 | Gordie Henry                          | Ed Reigle                             | Thomas Williams                       | Jackie Hamilton                       | Buddy O’Connor                        | Barry Sullivan                        |
| 1950/51 | Johnny Bower                          | Hugh Currie                           | Marcel Pronovost                      | Billy Gooden                          | Fred Thurier                          | Wally Hergesheimer                    |
| 1949/50 | Connie Dion                           | Danny Sprout                          | Al Dewsbury                           | Paul Meger                            | Ab DeMarco                            | Roy Kelly                             |
| 1948/49 | Ralph Almas                           | Danny Sprout                          | Stan Kemp                             | Carl Liscombe                         | Harvey Fraser                         | Phil Hergesheimer                     |
| 1947/48 | Roger Bessette                        | Hugh Millar                           | Eddie Bush                            | Paul Gladu                            | Eldred Kobussen                       | Phil Hergesheimer                     |
| 1946/47 | Harvey Bennett                        | Elwyn Morris                          | Ehrhardt Heller                       | Cliff Simpson                         | Les Douglas                           | Pete Leswick                          |
| 1945/46 | Connie Dion                           | Hugh Millar                           | Dick Adolph                           | Louis Trudel                          | Tom Burlington                        | Norm Larson                           |
| 1944/45 | Roger Bessette                        | Danny Sprout                          | Dick Adolph                           | Billy Gooden                          | Les Cunningham                        | Pete Leswick                          |
| 1943/44 | Roger Bessette                        | Gordon Davidson                       | Dick Adolph                           | Louis Trudel                          | Les Cunningham                        | Wendell Jamieson                      |
| 1942/43 | Mike Karakas                          | Bill MacKenzie                        | Hank Lauzon                           | Norm Locking                          | Les Cunningham                        | Bill Summerhill                       |
| 1941/42 | Claude Bourque                        | Fred Robertson                        | Doug McCaig Bob Goldham               | Louis Trudel                          | Fred Thurier                          | Joffre Desilets                       |
| 1940/41 | Chuck Rayner                          | Fred Robertson                        | Frank Beisler                         | Georges Mantha                        | Les Cunningham                        | Joffre Desilets                       |
| 1939/40 | Bert Gardiner                         | Bill MacKenzie                        | Larry Molyneaux                       | Tony Hemmerling                       | Max Kaminsky                          | Art Giroux                            |
| 1938/39 | Alfie Moore                           | Art Lesieur                           | Jimmy Orlando                         | Bob Carse                             | George Allen                          | Larry Aurie                           |
| 1937/38 | Moe Roberts                           | Art Lesieur                           | Walter Kalbfleisch                    | Eddie Convey                          | Sammy McManus                         | Jack Markle                           |